# Triangelparken

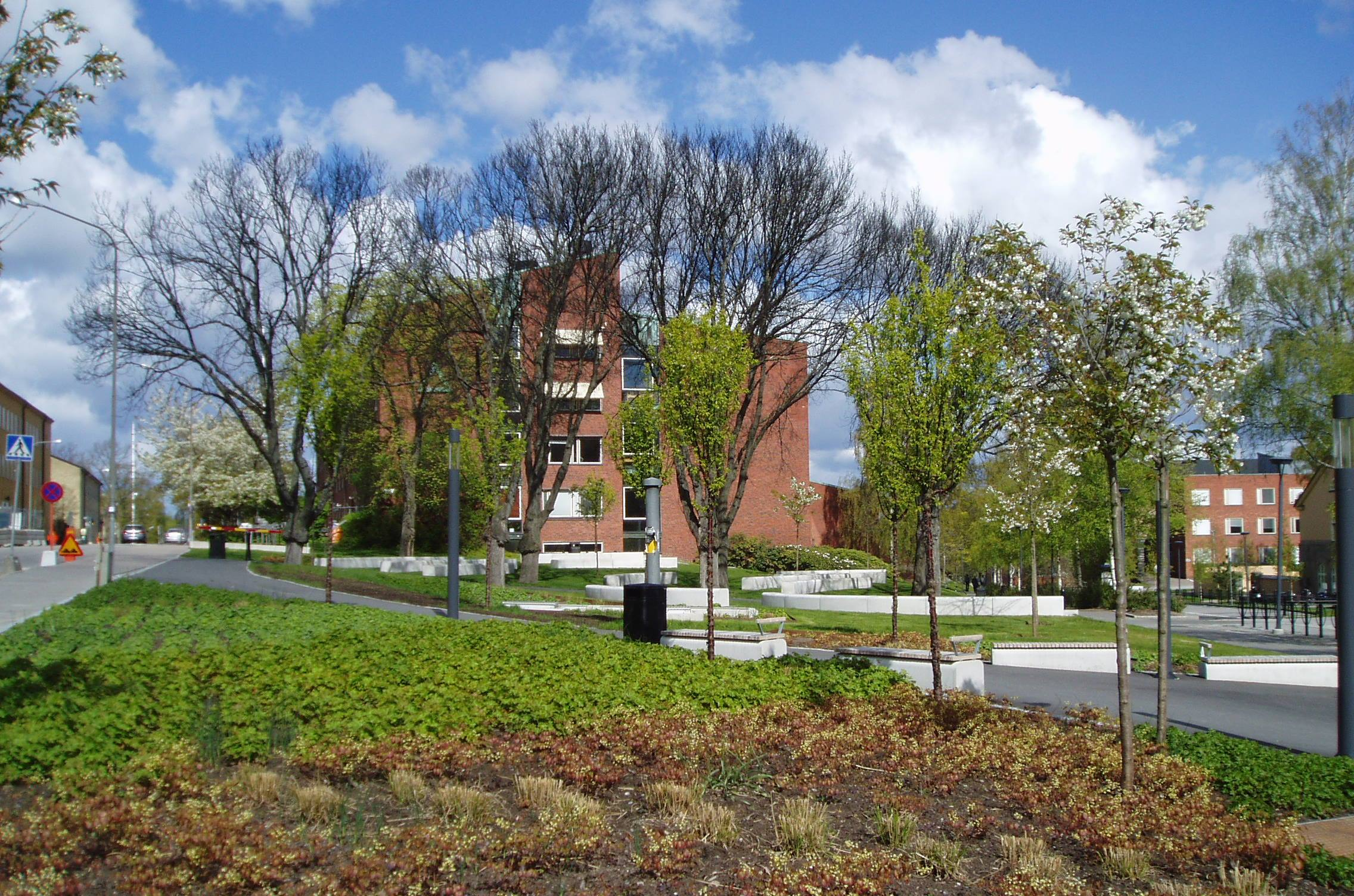
Triangelparken

Triangelparken är en park på KTH:s campusområde på Norra Djurgården i Stockholm. Parken är triangelformad och begränsas av Brinellvägen i öster, Drottning Kristinas väg i sydväst och lantmäteriinstitutionens byggnad i norr. Det är inte bara parkens form som har gett den dess namn utan även att triangeln är en symbol för lantmäteri. Parken genomkorsas av en gångväg som går från Teknikringen och som fortsätter norr om Försvarshögskolan på andra sidan Drottning Kristinas väg. Under 2013 har Triangelparken upprustats under ledning av Tengbomgruppen. Efter upprustningen har gångvägen asfalterats och parken fått sittbänkar av betong formade som en amfiteater i sluttningen ner mot Brinellvägen. I parkens västra hörn står en samling stålbord med husmodeller i rostfritt stål.